# Кургашла
Кургашла́ (рос. Кургашла, башк. Ҡурғашлы) — присілок у складі Гафурійського району Башкортостану, Росія. Входить до складу Ташбуканівської сільської ради.
Населення — 280 осіб (2010; 429 в 2002).
Національний склад:
- башкири — 99%